# Nado sincronizado nos Jogos Pan-Americanos de 1995
As competições de nado sincronizado nos Jogos Pan-Americanos de 1995 foram realizadas em Mar del Plata, Argentina. Esta foi a nona edição do esporte nos Jogos Pan-Americanos. 

## Individual
| POSIÇÃO | NADADORA                  | PONTOS |
| ------- | ------------------------- | ------ |
|         | Becky Dyroen-Lancer (USA) | 97.090 |
|         | Karen Clark (CAN)         | 95.595 |
|         | María Elena Giusti (VEN)  | 95.381 |

## Dueto
| POSIÇÃO | NADADORAS                                | PONTOS |
| ------- | ---------------------------------------- | ------ |
|         | Becky Dyroen-Lancer & Jill Sudduth (USA) | 96.451 |
|         | Lisa Alexander & Erin Woodley (CAN)      | 95.471 |
|         | Wendy Aguilar & Lilian Leal (MEX)        | 92.270 |

## Equipes
| POSIÇÃO | NAÇÃO              | PONTOS |
| ------- | ------------------ | ------ |
|         | USA Estados Unidos | 96.164 |
|         | CAN Canadá         | 95.059 |
|         | MEX México         | 92.997 |

## Quadro de medalhas
| Posição | Nação              |   |   |   | Total |
| ------- | ------------------ | - | - | - | ----- |
| 1       | USA Estados Unidos | 3 | 0 | 0 | 3     |
| 2       | CAN Canadá         | 0 | 3 | 0 | 3     |
|         | MEX México         | 0 | 0 | 2 | 2     |
| 4       | VEN Venezuela      | 0 | 1 | 0 | 1     |
| Total   | Total              | 3 | 3 | 3 | 9     |